# Radeon 8000 series
L'R200 és la segona generació de GPU utilitzada a les targetes gràfiques Radeon i desenvolupada per ATI Technologies. Aquesta GPU inclou una acceleració 3D basada en Microsoft Direct3D 8.1 i OpenGL 1.3, una millora important en funcions i rendiment en comparació amb el disseny anterior de Radeon R100. La GPU també inclou acceleració GUI 2D, acceleració de vídeo i múltiples sortides de visualització. "R200" es refereix al nom en clau de desenvolupament de la GPU llançada inicialment de la generació. És la base per a una varietat d'altres productes amb èxit.

## Matriu de funcions de Radeon
| Model         | Llançament         | Interfície de bus | Interfície de bus | Memòria (MiB) | Rellotge central (MHz) | Rellotge de memòria (MHz) |  |
| Model         | Llançament         | Interfície de bus | Interfície de bus | Memòria (MiB) | Rellotge central (MHz) | Rellotge de memòria (MHz) |  |
| Radeon 8500LE | 30 d'octubre, 2001 | R200              | AGP 4x            | 64, 128       | 250                    | 250                       |  |
| Radeon 8500   | 14 d'agost de 2001 | R200              | AGP 4x            | 64, 128       | 275                    | 275                       |  |
| Radeon 8500XT | Inèdit             | R250              | AGP 4x            | 128           | 300                    | 300                       |  |

## Arquitectura
El maquinari 3D de l'R200 consta de 4 canonades de píxels, cadascuna amb 2 unitats de mostreig de textura. Té 2 sombreadors de vèrtex i una unitat Direct3D 7 TCL heretada, comercialitzada com a Charisma Engine II. És la primera GPU d'ATI amb processadors de píxels i vèrtex programables, anomenada Pixel Tapestry II i compatible amb Direct3D 8.1. L'R200 té un maquinari avançat d'estalvi d'ample de banda de memòria i reducció de sobrecàrrega anomenat HyperZ II que consisteix en la eliminació d'oclusió (Z jeràrquica), la neteja ràpida del buffer z i la compressió del buffer z. La GPU és capaç de tenir una sortida de pantalla dual (HydraVision) i està equipada amb un motor de descodificació de vídeo (Video Immersion II) amb desentrellaçat de maquinari adaptatiu, filtrat temporal, compensació de moviment i iDCT.

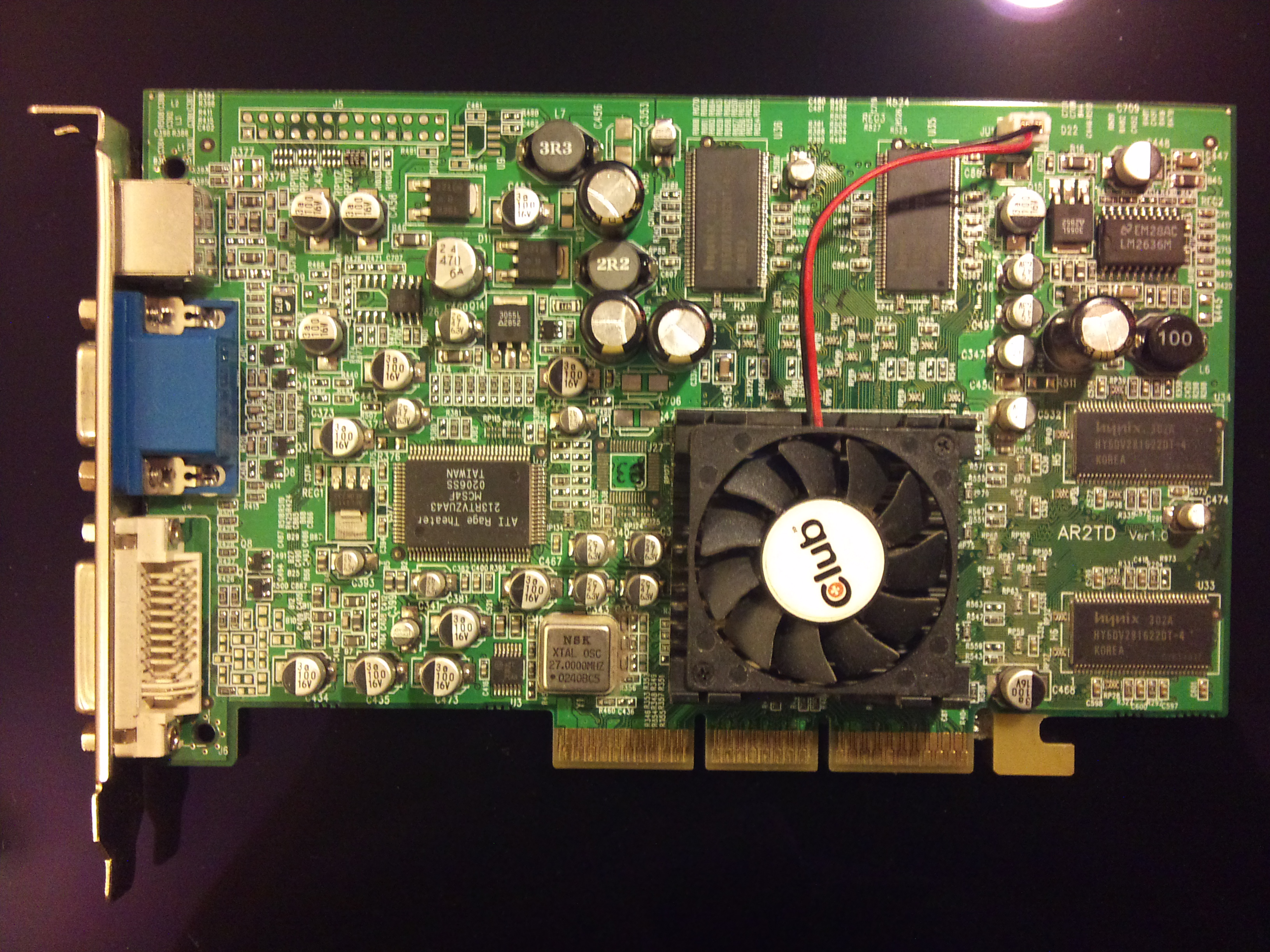
Club 3D ATi Radeon 8500 amb 128Mb of DDR-RAM

L'R200 va introduir la versió 1.4 de pixel shader (PS1.4), una millora significativa a les especificacions anteriors de PS1.x. Les instruccions notables inclouen "phase", "texcrd" i "texld". La instrucció de fase permet que un programa shader funcioni en dues "fases" separades (2 passades pel maquinari), duplicant efectivament el nombre màxim d'adreces de textures i instruccions aritmètiques, i permetent potencialment el nombre de passades necessàries per reduir un efecte. Això no només permet efectes més complicats, sinó que també pot proporcionar un augment de velocitat utilitzant el maquinari de manera més eficient. La instrucció "texcrd" mou els valors de coordenades de textura d'una textura al registre de destinació, mentre que la instrucció "texld" carregarà la textura a les coordenades especificades al registre d'origen al registre de destinació.

## Rendiment
La major decepció de la Radeon 8500 van ser els primers llançaments de controladors. En el llançament, el rendiment de la targeta estava per sota de les expectatives i tenia nombrosos errors de programari que van causar problemes amb els jocs. El suport anti-aliasing del xip només funcionava a Direct3D i era molt lent. Per atenuar l'emoció pel 8500, el competidor nVidia va llançar el seu paquet de controladors Detonator4 el mateix dia que la majoria de llocs web van visualitzar la Radeon 8500. Els controladors de nVidia eren de millor qualitat i també van augmentar encara més el rendiment de la GeForce 3.